# مطار ماو
مطار ماو (إياتا: AMO، إيكاو: FTTU) هو مطار للاستخدام العام يقع بالقرب من ماو في إقليم كانم في تشاد.

## روابط خارجية
- سجل مطار مؤ نسخة محفوظة 23 يونيو 2015 على موقع واي باك مشين. في Landings.com
- حالة الطقس في مطار ماو.